# Воспоминания об убийстве (фильм, 2003)
«Воспомина́ния об уби́йстве» (кор. 살인의 추억?, 殺人의 追憶?; Саринэ чхуок) — южнокорейский триллер 2003 года, основанный на реальной истории серии убийств 10 женщин в 1986—1991 годах, переплетаясь с основными событиями, показаны настроения Южной Кореи того времени: митинги, разлом общества, нищета, жестокость и некомпетентность местных правоохранительных органов.
Как и в фильме, на момент его выхода настоящий убийца ещё не был пойман. По мере того, как дело становилось все ближе к достижению срока давности, ведущая партия Южной Кореи «Ури» стремилась внести поправки в закон, чтобы у прокуроров было больше времени для поиска убийцы. Однако в 2006 году был достигнут срок давности последней известной жертвы. Более 13 лет спустя, 18 сентября 2019 года, полиция объявила, что мужчина в возрасте 50 лет, Ли Чун Чжэ, был опознан как подозреваемый в убийствах. Он был идентифицирован после того, как ДНК из нижнего белья одной из жертв была сопоставлена с его, и последующие доказательства связали его с четырьмя из десяти нераскрытых убийств. В то время, когда его опознали, он уже отбывал пожизненное заключение в тюрьме в Пусане за изнасилование и убийство своей невестки.
Фильм получил высшую оценку за постановку и музыкальное сопровождение, режиссуру и сценарий. Он был признан одним из лучших южнокорейских фильмов всех времен, находится на 194-м месте 250 лучших фильмов по версии IMDb. Это второй фильм режиссёра Пона Чжун Хо. Первый, принесший ему успех в Корее, назывался «Лающие собаки не кусают» (Barking Dogs Never Bite, 2000).

## Сюжет
В городе Хвасон появляется серийный убийца, нападающий на женщин в ночное время в лесах и на пустырях. Первое убийство происходит на рисовом поле, в водогоне. Детектив Пак Ду Ман начинает расследование, но следственные методы полиции неэффективны, а криминалистическая экспертиза как таковая отсутствует. Сам же Пак утверждает, что у него есть свой зрительный метод выискивания преступника (который на протяжении всего фильма ни разу не помогает). Проверяются десятки подозреваемых, но все тщетно, на месте второго убийства набегает огромное число зевак и репортеров, а по предполагаемым следам преступника проезжает трактор. Наводку на главного подозреваемого дает подруга Пака, рассказав о местном умственно отсталом пареньке Пэк Кван Хо, которого видели подглядывающим за первой девушкой за несколько часов до её убийства. Пак вместе со своим импульсивным и жестоким напарником Чон Ён Гу сразу же арестовывают подростка и силой заставляют признаться в содеянном. Тот под давлением начинает в странной манере рассказывать о деталях преступления. Пак подделывает улики, выдавая следы Кван Хо за следы убийцы.
Также из столицы в Хвасон приезжает детектив Со Тхэ Юн. Идя пешком, он спрашивает дорогу у проходящей мимо женщины, но та, приняв его за убийцу, начинает истерику. Проезжающий рядом Пак нападает на Со и начинает его избивать, и после узнает, что это его будущий коллега. Сам же Со сомневается, что Кван Хо является убийцей, он считает руки парня слишком слабыми, чтобы иметь возможность совершить такое сложное преступление, и связать три тугих узла, которыми была связана жертва. На следственном эксперименте начинается скандал, при котором возникает спор во всеуслышание между Со и начальником полиции, о невиновности Кван Хо. Также среди толпы зевак появляется отец подозреваемого и пытается прорваться к сыну. Под давлением прессы Кван Хо объявляют ложно обвиненным. Со, опирающийся на логический и дедуктивный методы, заявляет, что произошло третье убийство; он рассказывает про недавнее заявление о пропавшей девушке. Его слова подтверждаются, когда в травянистом поле находят очередной связанный труп. Также Со находит закономерность в преступлениях: во время каждого убийства идет дождь и на каждой жертве было надето что-то красное. В следующую дождливую ночь на девушку, одетую в темный дождевик, нападает некто неизвестный.
Появляется версия, что Хвасонский убийца, перед тем как совершить очередное убийство, отправляет заявку в радиостанцию и просит включать песню «Грустное письмо», однако найти данные отправителя заявки не удается, они сразу выкидываются на свалку. Пак в свою очередь считает, что убийца лысый, так как на телах жертв или на месте преступления не находят ни одного лобкового волоска. Целый день он ходит в сауны, но нужного ему подозреваемого не находит. Пак обращается к гадалке, а после он приходит вместе с Ён Гу на место преступления и совершает обряд, по которому можно увидеть лицо убийцы. Также подходит на место и Со. Спустя небольшой промежуток времени объявляется неизвестный мужчина и, положив на землю женское нижнее белье, начинает мастурбировать. Услышав шум, неизвестный убегает, детективы следуют за ним до стройки, где и ловят. Как оказалось, это обычный семьянин, который под влиянием последних событий в городе лишь занимался онанизмом в лесу и к преступлениям отношения не имеет. Тот под натиском Пака и Ён Гу также признается в убийствах, но говорит неуверенно и во многом ошибается.
Со находит выжившую жертву Хвасонского убийцы. Та не видела лицо маньяка, но заметила, что у того по-женски нежные руки. Ночью происходит очередное убийство, в то время как по радио звучит «Грустное письмо». Во влагалище жертвы находят куски персика. Раздобыть данные насчет заказчика песни все же удается, им оказался двадцатилетний Пак Хён Гю, переехавший в Хвансон осенью 1986-го, в тот момент, когда начались убийства. Тот на допросе не признает свою вину, но в то же время не может вспомнить песни, которые играли до и после «Грустного письма», хотя и слушал весь вечер радиостанцию. Во время спора на допросе неуравновешенный Ён Гу избивает подозреваемого. Чтобы избежать возмущения прессы, Ён Гу отстраняют от дела. Со становится одержимым делом и всеми силами хочет добиться признания Хён Гю. Он вспоминает о признании Кван Хо и понимает, что тот говорит о деталях убийства так, как будто видел это со стороны, и детективы понимают, что он может являться важным свидетелем. В баре они находят пьяного Ён Гу, который начинает драку с местными, во время дебоша Кван Хо ударяет доской с торчащим гвоздем Ён Гу в ногу. Кван Хо убегает, опасаясь его гнева. Со и Пак, догнав, пытаются его спросить об убийствах; из всего рассказанного становится ясно, что Кван Хо, прячась в стоге сена, видел, как Хвансонский убийца насиловал девушку и даже видел его лицо, но допросить парня толком не удается — прибегает отец подростка, Кван Хо снова убегает и попадает под поезд.
Находятся следы спермы убийцы, и их отправляют в США для ДНК-теста. Тем временем у Ён Гу развивается гангрена на ноге и её приходится ампутировать. Со начинает следить за Хён Гю, который сидит в баре, но засыпает в машине, а подозреваемый, выйдя из бара, уезжает на автобусе. Ночью совершается очередное убийство, гибнет девочка-подросток, с которой Со ранее общался. Обузданный гневом, детектив арестовывает Хён Гю и жестоко избивает, требует от него признания. Прибегает Пак с результатами ДНК-теста, которые оказываются неубедительными: Хён Гю не подтвержден как убийца, но и не исключен из списка подозреваемых. Шокированный Со не верит документу и пытается стрелять в Хён Гю, но его останавливает Пак. Хён Гю в наручниках уходит в тоннель.
2003 год. Пак, уйдя из полиции, становится бизнесменом и обзаводится семьёй. По пути он решает остановиться на рисовом поле, где когда-то произошло одно из убийств. Он подходит к водогону, где нашли тело первой убитой девушки. Также в поле проходит девочка, которая рассказывает Паку, что видела мужчину, который «вспоминал, что когда-то давно здесь совершил». Растерянный Пак спрашивает о внешности мужчины, на что девочка отвечает, что он выглядел как «обычный человек». Пак смотрит прямо в камеру, пытаясь своим методом зрительного контакта найти убийцу среди зрителей…

## В ролях
- Сон Кан Хо — Пак Ду Ман
- Ким Сан Гён — Со Тхэ Юн
- Ким Ро Ха — Чо Ён Гу
- Сон Джэ Хо — сержант Син Дон Чхоль
- Пак Хэ Иль — Пак Хён Гю
- Пак Но Сик — Пэк Кван Хо
- Ко Со Хи — офицер Квон Гви Ок
- Чон Ми Сон — Квак Соль Ён
- Лю Тхэ Хо — Чо Бён Сун

## Критика
Фильм получил, в основном, положительные отзывы от мировых критиков. На сайте Rotten Tomatoes имеет рейтинг 95 % на основе 78 рецензий. Консенсус сайта гласит: «„Воспоминания об убийстве“ совмещает элементы знакомого жанра криминального триллера с социальной сатирой и комедией, передавая до боли человеческое отчаяние своих главных героев». Согласно агрегатору Metacritic, картина получила оценку 82 балла из 100 на основе 18 рецензий.
Дэнни Ли из Financial Times дал положительную рецензию, написав: «Больше всего здесь выделяется тон: медленное, глубокое изменение настроения, когда то, что казалось карикатурным, превращается в нечто серьёзное, а весёлая сцена неожиданно превращается в мрачную. У Бона вы никогда не знаете, чего ожидать. А затем встречаетесь с этим лицом к лицу».
Фильм занял 99-е место в списке "100 лучших фильмов XXI века", составленном газетой The New York Times.
Фильм входит в двадцатку лучших фильмов с 1992 года по версии Квентина Тарантино.

## Награды
- 2003 — 3 премии «Большой колокол» (Корея): лучший фильм, лучший режиссёр (Пон Чжун Хо), лучший актёр (Сон Кан Хо)
- 2003 — 3 приза кинофестиваля в Сан-Себастьяне: «Серебряная раковина», Лучший новый режиссёр, Приз ФИПРЕССИ (все — Пон Чжун Хо)
- 2003 — приз Asian Film Award Токийского кинофестиваля
- 2003 — 3 приза Туринского кинофестиваля: Приз зрителей, Премия Холдена за лучший сценарий, 2-е место в соревновании на лучший фильм
- 2004 — 4 приза фестиваля полицейских фильмов в Коньяке: Гран-при, Приз зрителей, Prix Médiathèques, Специальный приз полиции